# Björkö distrikt
Björkö distrikt er et folkebogføringsdistrikt i Vetlanda kommun. Distriktet ligger i Småland og i Jönköpings län. 
Distriktet ligger i nordvestlige del af kommunen. 

## Tidligere inddelinger
Björkö distrikt bygger dels på Björkö sogn (Björkö socken), der blev oprettet i Middelalderen, og dels på Björkö Menighed (Björkö församling), der stadig eksisterer, og som nu som en del af Vetlanda Pastorat.